# Bachstelze

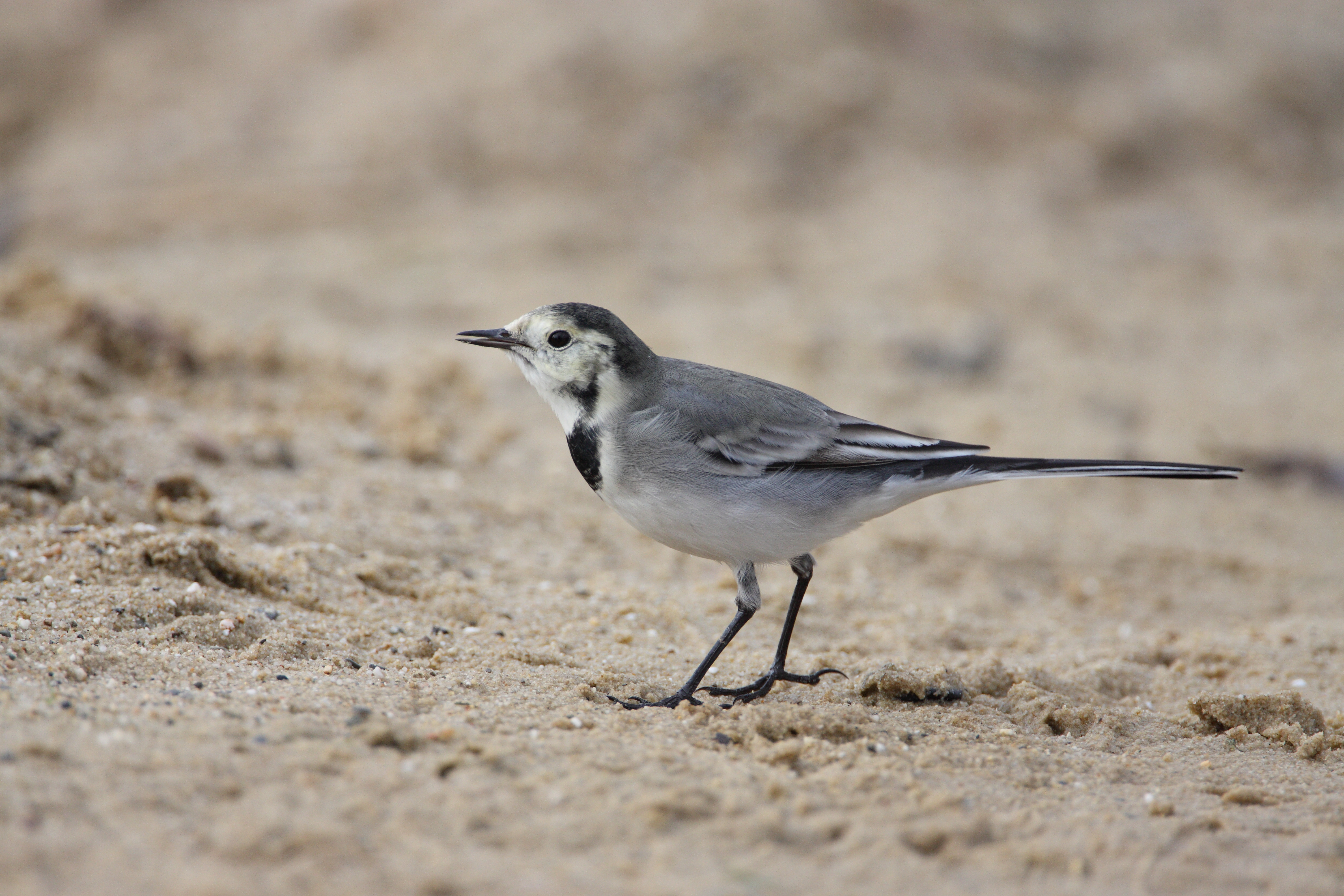
Männchen im Schlichtkleid

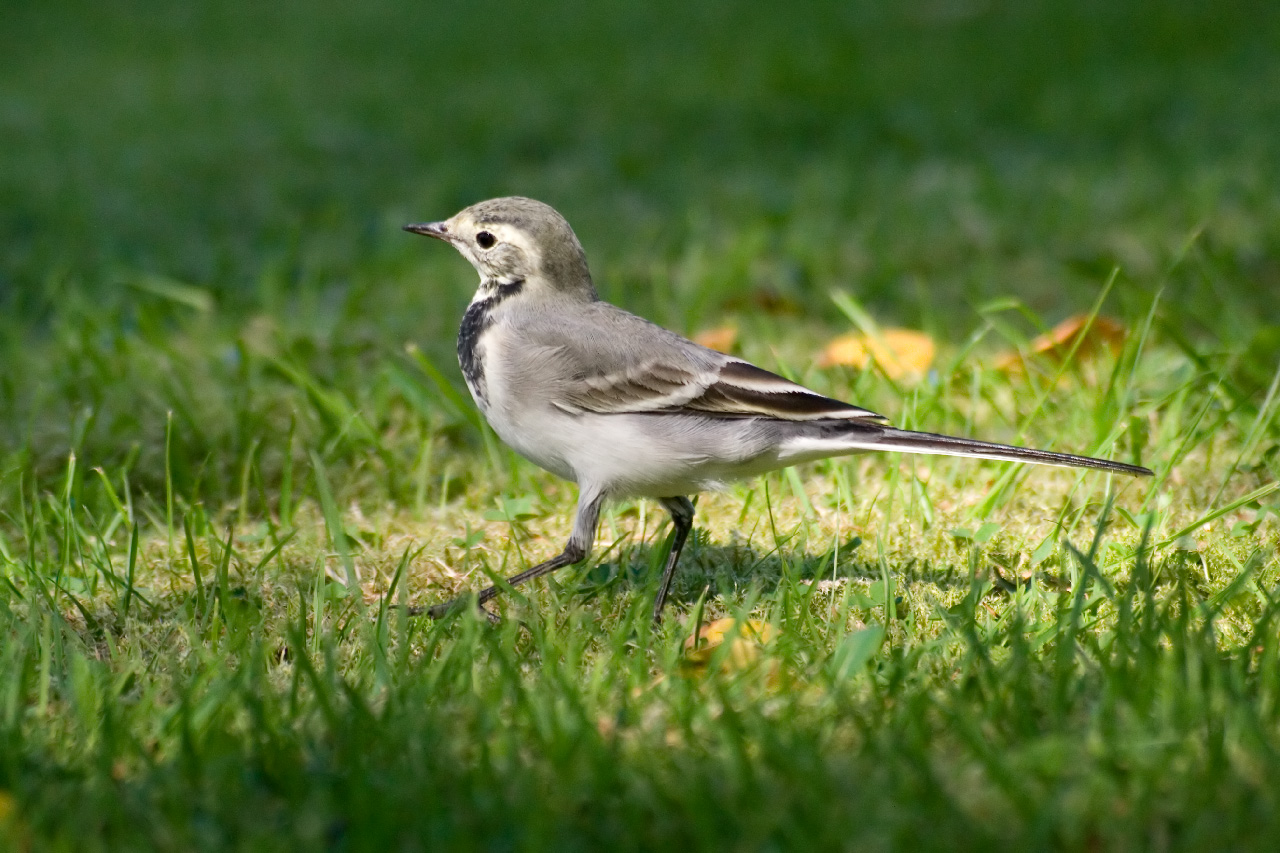
Weibchen im ersten Schlichtkleid

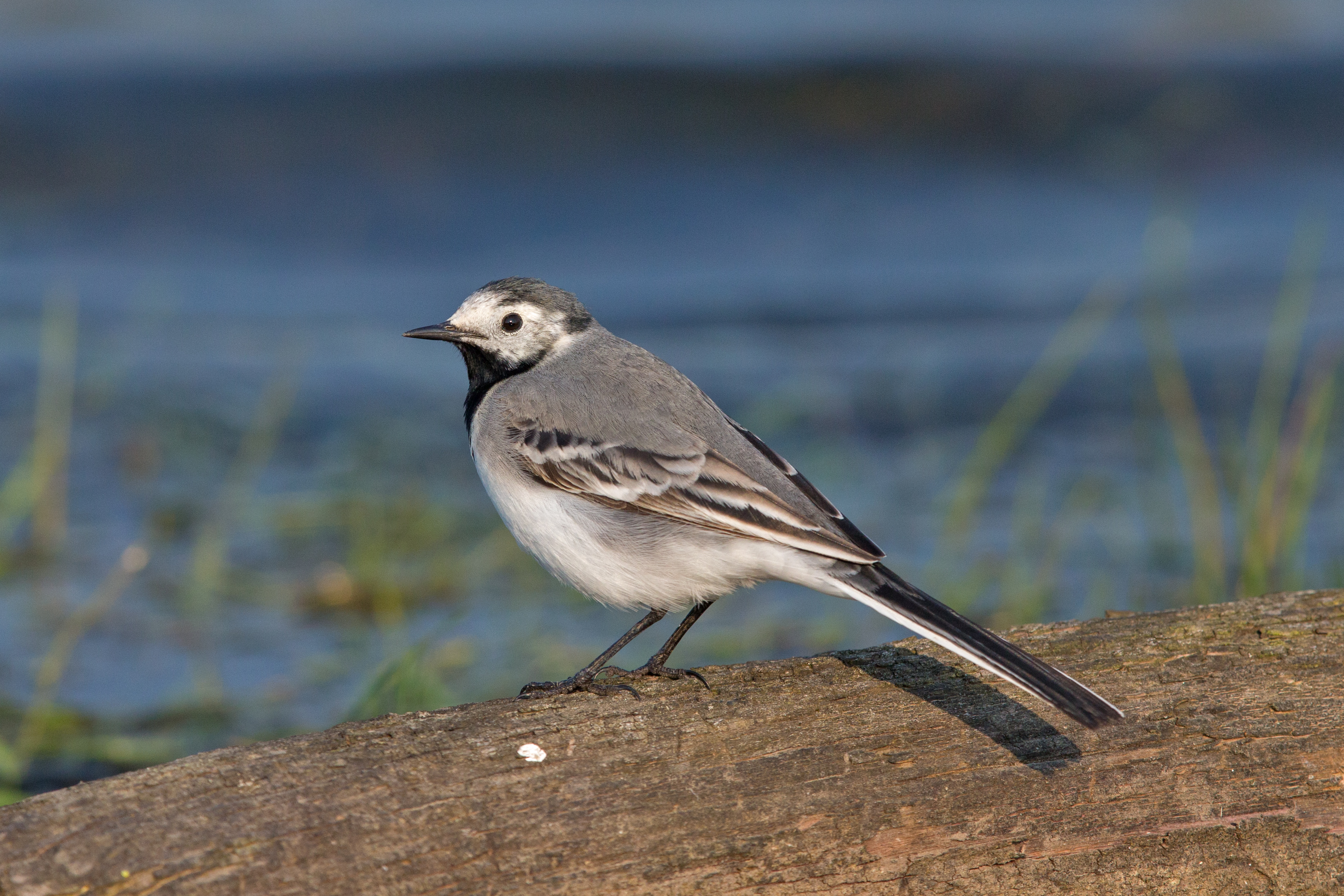
Weibchen im ersten Sommer. Man beachte die graue Kappe und die braunen Elemente im Gefieder.

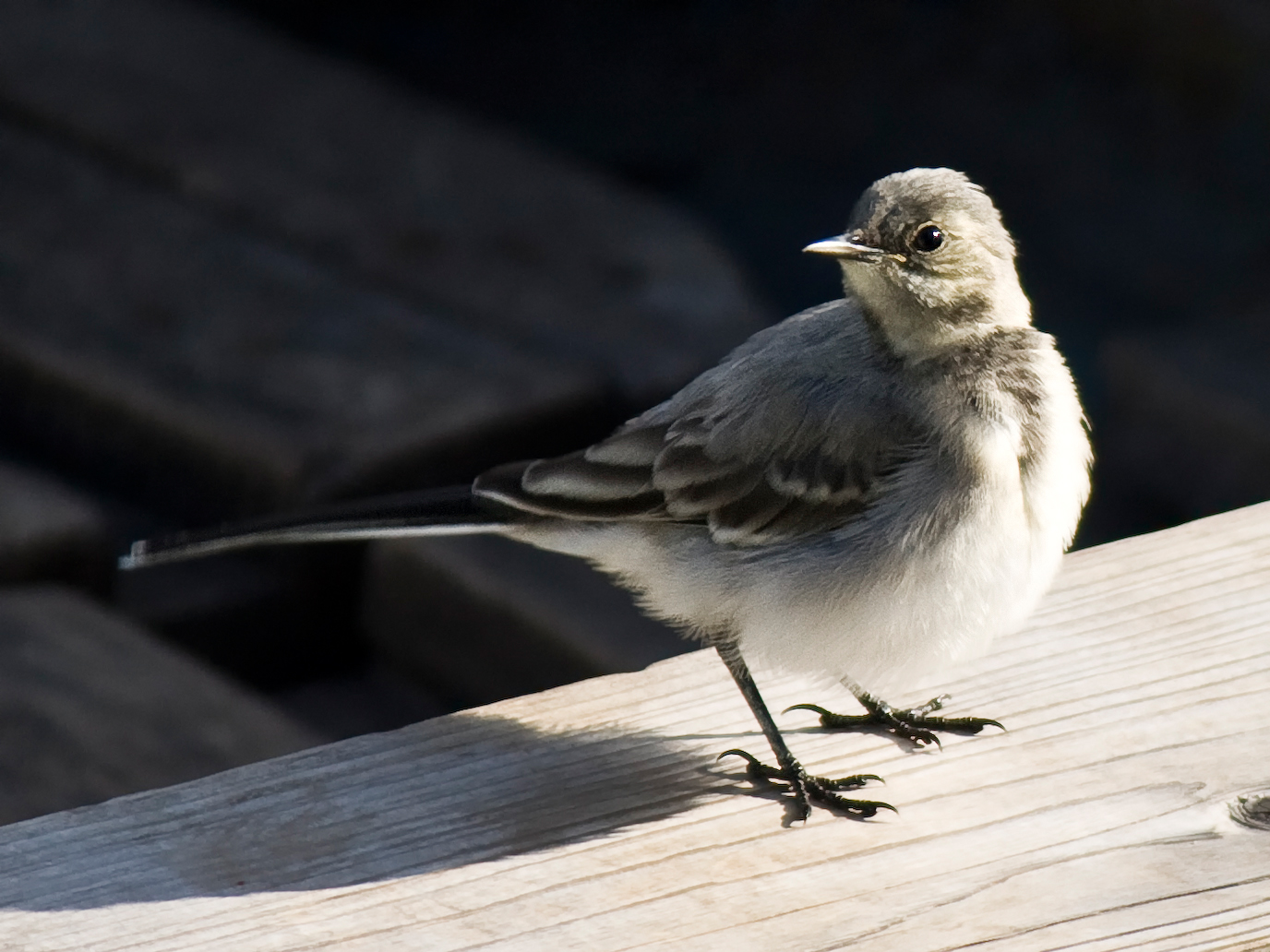
Bachstelze im Jugendkleid

Die Bachstelze (Motacilla alba) ist eine Singvogelart aus der Familie der Stelzen und Pieper. Sie fällt durch ihr kontrastreiches, schwarz-weiß-graues Gefieder und den stelzentypischen Wippschwanz auf. Der charakteristische Ruf ist ein hohes, metallisches dschiwid.
Das umfangreiche Verbreitungsgebiet reicht von Südostgrönland durch die gesamte Paläarktis bis zur Beringstraße und in den äußersten Westen Alaskas. Im Norden reicht es über den Polarkreis hinaus, im Süden bis in die Subtropen. In Mitteleuropa ist die Bachstelze ein verbreiteter und häufiger Brutvogel. Ursprünglich wohl vor allem an unbewachsene Uferflächen und Gewässer gebunden, ist sie heute überall in der offenen und halboffenen Kulturlandschaft zu finden, wo es passende Nistgelegenheiten und freie Bodenflächen zur Nahrungssuche gibt. Die Art brütet in Nischen und Halbhöhlen und ernährt sich fast ausschließlich von Insekten und anderen Gliederfüßern.
Im Winter ziehen Bachstelzen meist nach Süden, wobei die Länge der Zugwege stark variiert. Mitteleuropäische Bachstelzen überwintern vorwiegend in Südwesteuropa und Nordafrika, die Überwinterungsgebiete anderer Populationen reichen teils bis zum Äquator. Einzelne Vögel bleiben aber auch den Winter über in Mittel- oder Nordeuropa.
Die Bachstelze ist der offizielle Nationalvogel von Lettland.

## Beschreibung
Die Bachstelze ist ein schlanker, recht hochbeiniger Singvogel mit einem langen Schwanz, der sich beständig in wippender Bewegung befindet. Von den 16,5–19 cm Körperlänge entfallen etwa 9 cm auf den Schwanz. Das Gewicht liegt bei etwa 25 g. Der Schnabel ist wie Beine und Füße schwarz, im Schlichtkleid zeigt er eine hornfarbene Basis.

### Brutkleid
Beim Männchen der Nominatform ist im Brutkleid die Stirn bis auf den mittleren Scheitel weiß wie auch eine Partie oben hinter dem Auge, die Kopf- und die Halsseiten. Hinterer Scheitel und Nacken sind wie Kinn, Kehle und Vorderbrust glänzend schwarz und grenzen sich meist sauber gegen die weißen Gesichtspartien und den grauen Rücken ab. Der Bürzel ist schiefer- bis schwarzgrau wie auch die Oberschwanzdecken, von denen die seitlichen auf der Außenfahne weiß gesäumt sind. Das Grau der Schulterfedern geht an den Brustseiten und den Flanken in das reine Weiß der Unterseite über. Die Unterschwanzdecken sind ebenfalls weiß. Der Schwanz ist glänzend schwarz und zeigt, da die beiden äußeren Federpaare nur an Basis und Innenfahne schwarz sind, breite, weiße Außenkanten, die besonders beim auffliegenden Vogel auffallen. Zudem ist das mittlere Paar Steuerfedern schmal weiß gesäumt. Das Flügelgefieder ist schwarzbraun und trägt weiße bis hellgraue Säume. Die Handschwingen sind wie die Handdecken und der Fittich fein weiß gesäumt. Auf den Armschwingen werden die Außenränder zu den Schirmfedern hin breiter und nehmen auf letzteren einen Großteil der Außenfahne ein. Hier sind sie schmutzig weiß bis hellgrau. Die großen Armdecken sind ebenso gesäumt, die inneren tragen eine ausgedehnt weiße, gestufte Spitze. Die mittleren Armdecken zeigen einen breiten Spitzensaum. Die Unterflügeldecken sind schmutzig weiß.
Das Weibchen ähnelt im Brutkleid dem Männchen, jedoch sind die weißen Gesichtspartien meist nicht so deutlich von den schwarzen abgesetzt und teils gräulich meliert. Die schwarze Färbung des Nackens geht in das Grau des Rückens über und ist nicht scharf abgesetzt wie beim Männchen. Außerdem ist das Flügelgefieder meist nicht so kontrastreich hell gesäumt wie beim Männchen. Bei einigen Weibchen kann die Kopfzeichnung genau so oder ähnlich wie beim Männchen ausgeprägt sein.

### Schlichtkleid
Im Schlichtkleid fehlen den adulten Vögeln die schwarzen Partien am Kopf. Sie beschränken sich auf ein halbmondförmiges Band auf der Brust und einen teils deutlich abgesetzten Wangenfleck. Die Stirn ist schmutzig weiß bis grau. Kopf, Nacken, Ohrdecken und Wangen sind grau. Die Gesichtspartie kann einen gelblichen Ton aufweisen. Das übrige Gefieder entspricht dem Brutkleid. Das Männchen unterscheidet sich vom Weibchen nur durch den dunkleren, von schwarzen Federn durchsetzten Scheitel.

### Jugendkleid
Beim Jugendkleid ist die Oberseite überwiegend grau, der Rücken etwas heller, Oberkopf und Nacken etwas ins bräunliche spielend. Oben hinter dem Auge findet sich ein Überaugenstreif, der wie die Halsseiten, das Kinn und die Kehle schmutzig weiß sind. Die Ohrdecken sind dunkel schmutzig gelb. Ein halbmondförmiges Brustband sowie ein davon ausgehender Kinnstreif sind braunschwarz bis gelbbraun. Die Brustseiten sind grau, die Unterseite weiß. Flügel- und Schwanzgefieder ähneln den Adultkleidern, bleichen aber schnell aus und zeigen dann nur geringe Kontraste zwischen Zentren und Säumen.

## Stimme
Der am häufigsten geäußerte, typische Ruf der Bachstelze ist ein hohes und auffälliges zi-lipp oder dschi-witt, das auch als dreisilbiges tsi-di-litt vorgebracht werden kann. Er kann mehrere Funktionen und Ausprägungen haben. Von territorialen Männchen wird er sowohl zur Brutzeit als auch in den Winterquartieren von Warten aus vorgetragen und ersetzt dann einen Reviergesang. Als Stimmfühlungs- und Kontaktruf ist er beim Auffliegen oder Landen, im Flug oder auch als Fütterungsruf zu hören. Er hat dann oft eine weniger weiche Ausprägung und kann auch auf ein einsilbiges zick oder zlipp reduziert sein.  Als Alarm- oder Erregungsruf ähnelt er dem Ruf der Gebirgsstelze, ist dann höher und schärfer und wird als zississ beschrieben. In Nestnähe und von Paaren hört man noch eine Reihe weiterer Abwandlungen wie zlid, psijip oder plim. Bei der Balz sind verschiedene, zarte und leise Rufe und Rufreihen beobachtet worden.
Eine Art Zwitschergesang ist bei Erregung als leiser Balzgesang zwischen den Revierrufen oder auf dem Zug zu vernehmen. Er besteht oft nur aus kurzen Strophen, kann aber auch anhaltend sein und entsteht oft aus dem Stimmfühlungslaut heraus, der in verschiedenen Modulationen immer wieder eingeflochten wird. Auch Imitationen anderer Vogelarten kommen vor. Die Gesangsaktivität ist vermutlich individuell sehr unterschiedlich. Gesang und Rufe sind aber das ganze Jahr über zu vernehmen.

## Verhalten
Die Bachstelze bewegt sich wie alle Stelzen am Boden schreitend oder laufend fort. Das Schreiten, bei dem die Schritte weit ausgreifend sind, wird von rhythmischen Kopfbewegungen und einem flachen Schwanzwippen begleitet. Bei raschen Bewegungen, nach dem Landen, dem Anhalten aus dem Laufen heraus oder beim Aufpicken von Nahrung ist das Schwanzwippen heftiger. Vor dem Abflug oder bei einem schnellen Übergang von der Landung zur laufenden Fortbewegung unterbleibt es. Der Flug erfolgt in ausgeprägt bogenförmigen Auf- und Abwärtsbewegungen, die Geschwindigkeit liegt bei etwa 30–40 km/h.

## Verbreitung

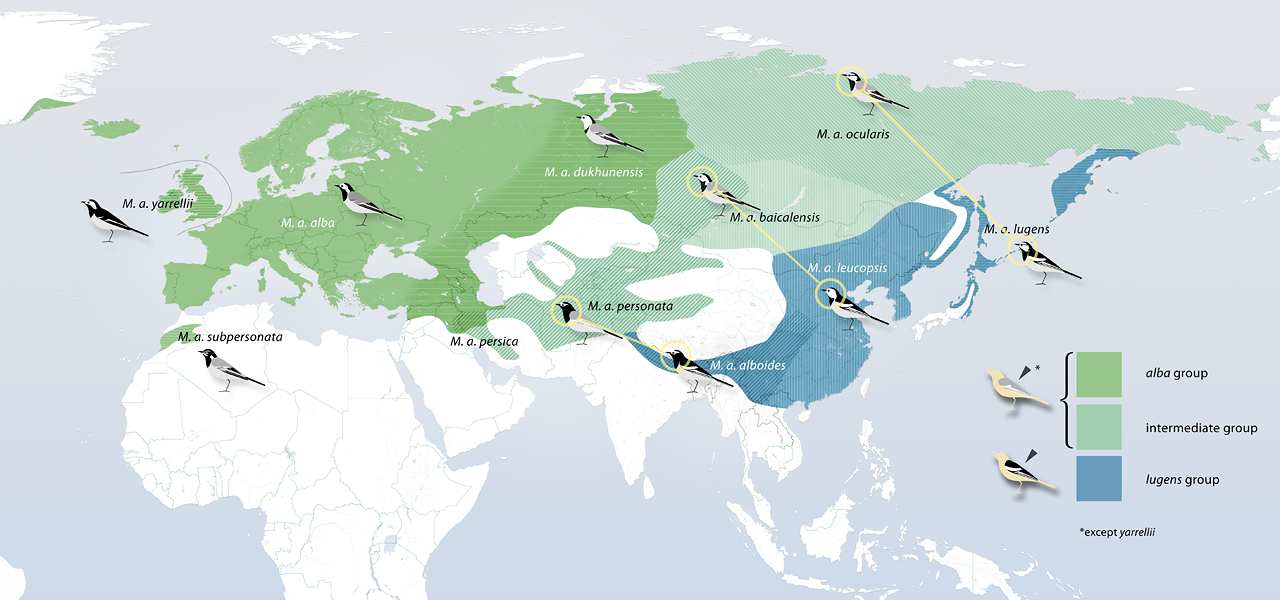
Brutverbreitung und geografische Variation der Bachstelze. Aufgrund der Farbe des Rückens und der Kopfmuster der Männchen im Brutkleid werden elf Unterarten und drei Unterartengruppen unterschieden. Die ersten beiden verbindet (mit Ausnahme von M. a. yarellii) der graue Rücken, die beiden anderen die jeweils identischen Kopfmuster.

Das transpaläarktische Verbreitungsgebiet der Bachstelze reicht vom Südosten Grönlands bis zur Beringstraße und jenseits derselben ein Stück weit in die Nearktis hinein, wo es Vorkommen im äußersten Westen Alaskas gibt. Im Norden reicht es jenseits des Polarkreises bis etwa 75° N. Die Südgrenze ist in Europa das Mittelmeer, auf dem Afrikanischen Kontinent gibt es lediglich im Westen Marokkos Brutvorkommen. In Asien reicht die Verbreitung südwärts bis in die Gebirgsregionen des Iran und Nordafghanistans, in die Himalayaregion und im südwestlichen China etwa bis 35° N. Größere Vorkommenslücken gibt es in den Trockenregionen Mittelasiens, so in den Wüsten Karakum und Kysylkum, der Kasachensteppe, dem Tarimbecken und im Hochland von Tibet.

## Geographische Variation

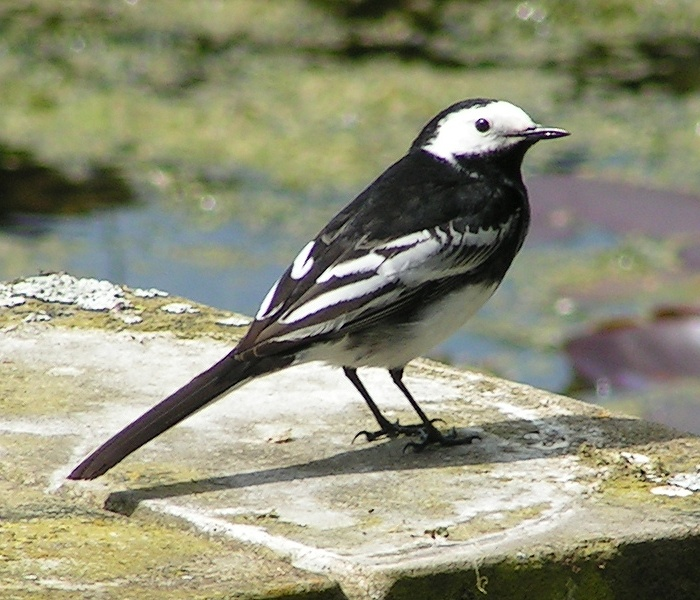
Motacilla alba yarrellii (Trauerbachstelze)

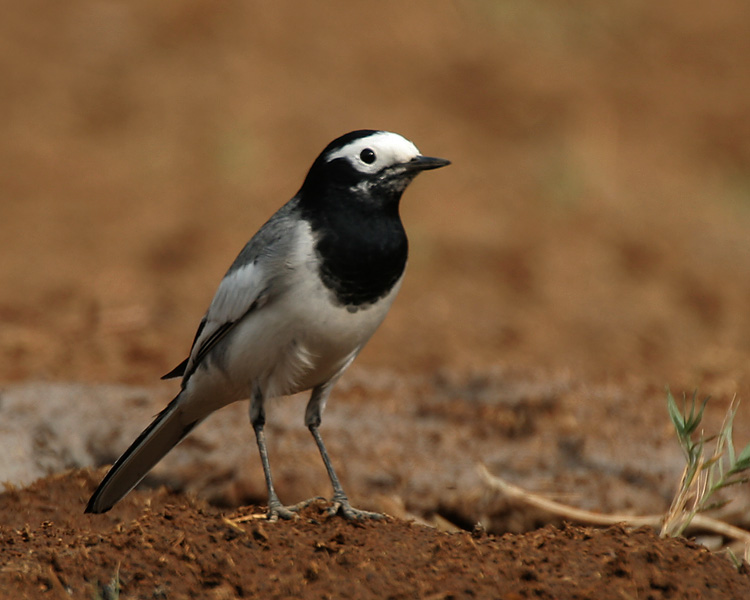
Motacilla alba personata

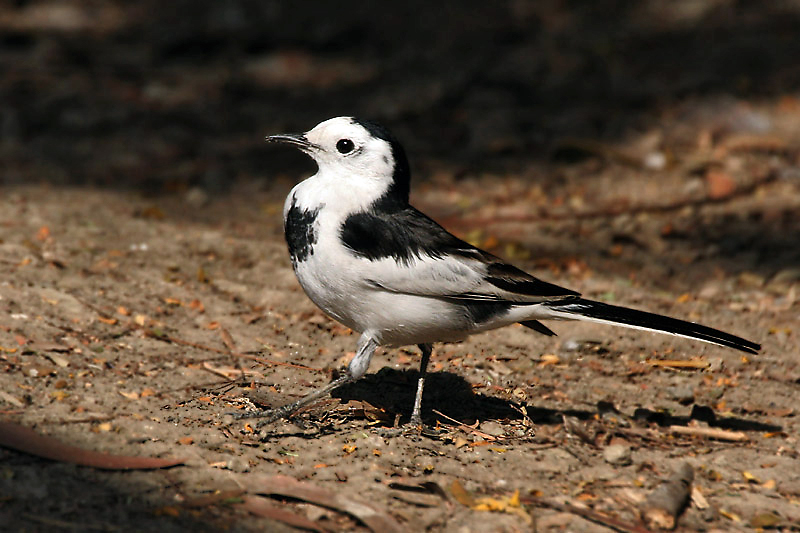
Motacilla alba leucopsis

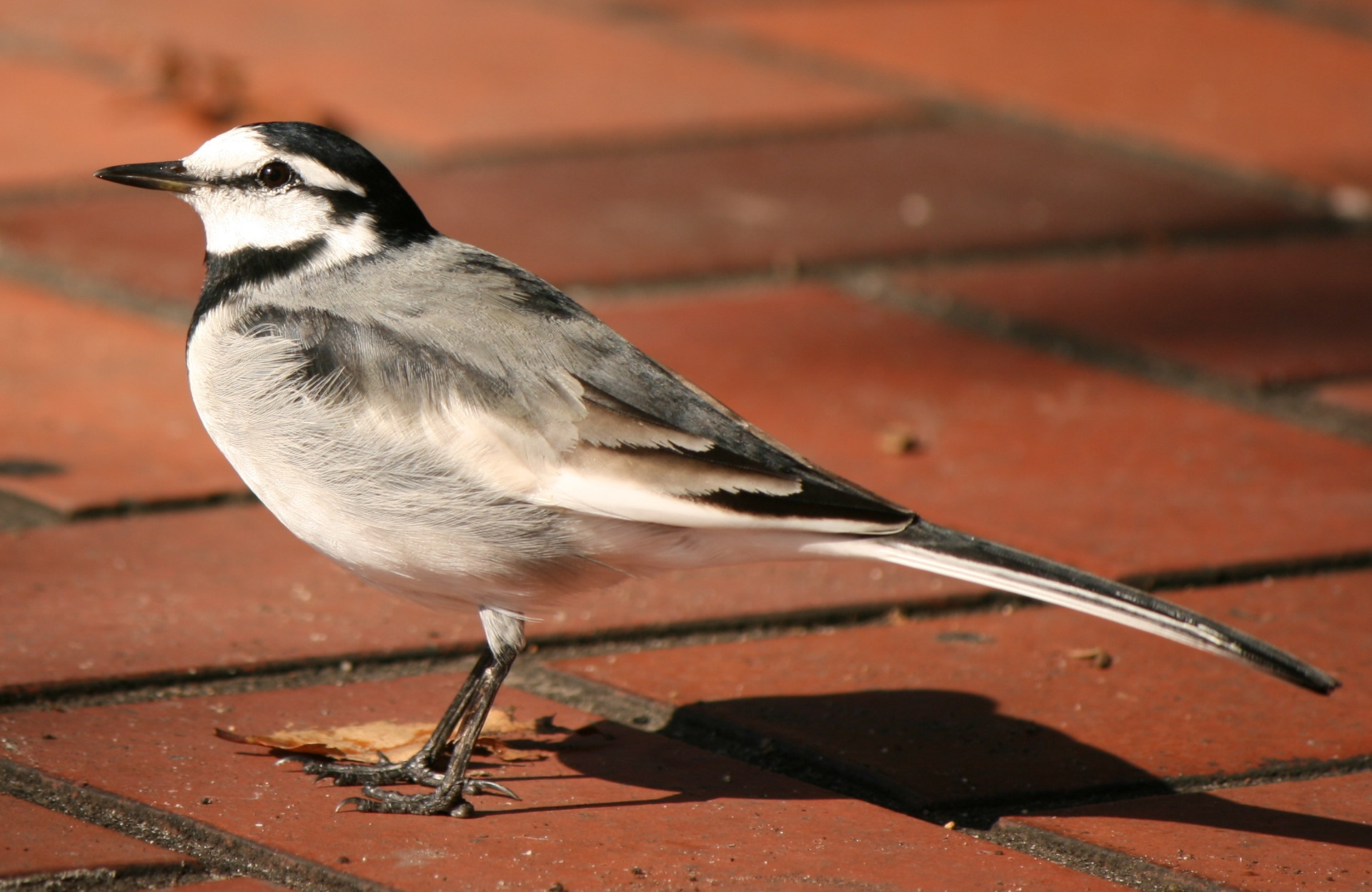
Motacilla alba lugens

Die geographische Variation ist recht ausgeprägt, es werden elf Unterarten anerkannt. Dabei variiert vor allem das Kopfmuster der Männchen im Brutkleid, das sich aus meist deutlich voneinander abgesetzten schwarzen, weißen und grauen Partien zusammensetzt sowie die Farbe der Oberseite. Aufgrund dieser Merkmale können drei große Gruppen unterschieden werden. Die Unterarten der westlichen alba-Gruppe zeigen – mit Ausnahme der Unterart M. a. yarellii – einen grauen Rücken und ein übereinstimmendes Kopfmuster. Die fernöstliche lugens-Gruppe zeigt einen schwarzen Rücken und unterschiedliche Kopfmuster. Eine zentralasiatische Gruppe vermittelt zwischen den beiden vorgenannten. Alle Unterarten dieser Gruppe zeigen einen grauen Rücken und alle drei Kopfmuster der lugens-Gruppe.
Bei der Unterart M. a. yarellii wird angenommen, dass sie den schwarzen Rücken unabhängig von den fernöstlichen Formen entwickelt hat. Die nordafrikanische Unterart M. a. subpersonata weicht mit ihrer Kopfzeichnung stark von allen anderen Unterarten ab und vermittelt in diesem Merkmal zur nahe verwandten Witwenstelze (Motacilla aguimp), die in großen Teilen Subsahara-Afrikas vorkommt.
In den Kontaktzonen der einzelnen Unterarten haben sich teils Mischpopulationen ausgebildet, diese sind aber meist nur sehr gering ausgeprägt oder die Übergänge abrupt, so dass beispielsweise den Unterarten M. a. personata und M. a. lugens von einigen Autoren Artstatus zuerkannt wird. M. a. persica ist hingegen eine sehr variable Form, die daher manchmal nur als Übergangspopulation angesehen wird.

### alba-Gruppe
- M. a. alba Linnaeus, 1758 – Südosten Grönlands, Island, Färöer und Kontinentaleuropa ostwärts bis nach Kleinasien und in den Ural, Brutnachweise aus Großbritannien und Irland
- M. a. yarrellii Gould, 1837 (Trauerbachstelze) – Großbritannien und Irland, möglicherweise auch nördliches Westeuropa
- M. a. dukhunensis Sykes, 1832 – vom Ural ostwärts bis zur Taimyrhalbinsel, südwärts bis in den Kaukasus, den nordwestlichen Iran, die Steppen Kirgistans und bis zum Fuß des Altai
- M. a. subpersonata Meade-Waldo, 1901 – westliches Marokko

### Intermediäre Gruppe
- M. a. ocularis Swinhoe, 1860 – nördliches und östliches Sibirien und westliches Alaska
- M. a. persica Blanford, 1876 – südliches Elbursgebirge und Zagrosgebirge im Iran
- M. a. personata Gould, 1861 – vom Kaspischen Meer und dem nördlichen Iran ostwärts bis zum Sajangebirge, in die westliche Mongolei und das nordwestliche und westliche Xinjiang sowie südwärts bis Nordafghanistan, Nordpakistan und ins Kaschmir
- M. a. baicalensis Swinhoe, 1871 – südliches Mittelsibirien vom Oberlauf des Jenissei ostwärts bis zum Stanowoigebirge sowie südwärts bis in die Mongolei und die Innere Mongolei

### lugens-Gruppe
- M. a. lugens Gloger, 1829 – von der Südküste des Ochotskischen Meeres über Sachalin, das mittlere Kamtschatka und die Kommandeurinseln südwärts bis ins nördliche Korea und nach Japan
- M. a. leucopsis Gould, 1838 – von Qinghai ostwärts bis nach Heilongjiang, Russisch-Fernost und den Westen von Zhejiang, südwärts bis in den Norden von Guangxi und Guangdong, Korea, den Südwesten Honshūs und den Norden Kyushus
- M. a. alboides Hodgson, 1836 – Himalayaregion ostwärts vom nordöstlichen Pakistan, südliches Xizang, Süden und Südosten Qinghais und ostwärts bis in den Süden Shaanxi, Yunnans und Guizhou, nördliches Myanmar, äußerster Norden von Laos und Vietnam

## Systematik
Von einigen Autoren werden die zwei Unterarten der Witwenstelze (Motacilla aguimp), die Mamulastelze (Motacilla maderaspatensis) und die Japanstelze (Motacilla grandis) als Unterarten der Bachstelze angesehen.

## Wanderungen
Die meisten Bachstelzen ziehen im Winterhalbjahr in wärmere Gebiete, die Strecken, die dabei zurückgelegt werden, variieren jedoch sehr stark. Eine Ausnahme bildet die marokkanische Unterart M. p. subpersonata, bei dieser Population handelt es sich um reine Standvögel.
Bachstelzen aus Mitteleuropa überwintern in einem Gebiet, das von Südwesteuropa bis Marokko und Algerien reicht. Der Wegzug beginnt Anfang September, erreicht Mitte Oktober seinen Höhepunkt und klingt in der ersten Novemberhälfte ab. Bachstelzen ziehen recht bodennah und halten sich stark an geografische Leitlinien. Sie ziehen auf dem Herbstzug vorwiegend tagsüber, im Frühjahr auch nachts. Sie vergesellschaften sich ziehend, bei lokal reichhaltigem Nahrungsangebot und an den Schlafplätzen oft zu größeren Schwärmen. Tagsüber verhalten sie sich rastend wie auch in den Winterquartieren jedoch oft territorial. Reviere werden von Einzelvögeln oder von Paaren besetzt. Der Heimzug beginnt ab Februar. In den Brutgebieten treffen die meisten Vögel in der zweiten und dritten Märzdekade ein, bis Mitte April ist der Zug abgeschlossen.
Die Unterart der Britischen Inseln, M. a. yarellii, zieht nur zum Teil und nur die nordschottischen Vögel räumen ihre Brutgebiete ganz. Die Überwinterungsgebiete erstrecken sich von Südschottland über Westfrankreich bis nach Südspanien und  ausnahmsweise bis Nordafrika. Von der Nominatform M. a. alba überwintern nur wenige Vögel im atlantisch beeinflussten Westeuropa, nördlich der 1-°C-Januar-Isotherme gibt es nur noch vereinzelte Überwinterungsversuche. Das eigentliche Überwinterungsgebiet  beginnt südlich der Gironde, erstreckt sich vom Mittelmeerraum südwärts über Nordafrika, die Sahara und die Arabische Halbinsel, wo zahlreiche Vögel an Oasen überwintern. Einige ziehen noch weiter südwärts und Einzelvögel sind bis etwa 3° N auf Lichtungen im Regenwaldgürtel sowie in der ostafrikanischen Savanne sogar bis zum Äquator anzutreffen. Es gibt zwei große Zugrichtungen. Die west- und mitteleuropäischen Populationen ziehen größtenteils in Südwestrichtung und überwintern im westlichen Mittelmeerraum und im westlichen Afrika, die Vögel Nord- und Osteuropas ziehen eher nach Südosten und überwintern im östlichen Mittelmeerraum, im östlichen Afrika und auf der arabischen Halbinsel. Die Zugscheide verläuft etwa durch Dänemark und Polen sowie südwärts durch Osteuropa. Eine weitere Zugscheide liegt im Bereich Ostrusslands und trennt etwa die Unterarten M. a. alba und M. a. dukhunensis. Die vor allem in Südasien stark überlappenden Überwinterungsgebiete der asiatischen Unterarten erstrecken sich vom Zagrosgebirge und dem Persischen Golf ostwärts über den indischen Subkontinent südlich des Himalaya, China südlich des Jangtsekiang und über Teile Japans. Südwärts reichen sie bis Sri Lanka und über Indochina bis in den Norden Borneos.

## Lebensraum
Die Bachstelze besiedelt halboffene und offene Landschaften und kommt praktisch außer in geschlossenen Waldgebieten und dicht bebauten Stadtkernen überall vor. Wichtig sind dabei unbewachsene oder kurzrasige Bodenflächen, die zur Nahrungssuche benötigt werden, und dieselben umgebende, höhere Strukturen wie Gebäude oder Baumgruppen, die geeignete Nischen als Nistgelegenheit aufweisen. Bevorzugt werden Standorte in Gewässernähe – der primäre Lebensraum besteht vermutlich in schlammigen, sandigen, kiesigen oder steinigen Uferbänken, wie sie besonders in großen Flusslandschaften auftreten. Heute bietet die Kulturlandschaft entsprechende Flächen in großem Ausmaß, wie etwa Weiden, Äcker, Wirtschaftswege, asphaltierte Flächen, Bau- und Kiesgruben oder offene Brach- und Ruderalflächen. Besonders häufig ist die Bachstelze daher in der Umgebung von Bauerndörfern, wo es zudem ein reiches Angebot an Nistmöglichkeiten gibt. Im Gebirge kommt die Art noch ein gutes Stück über der Baumgrenze in Höhen bis zu 3000 m vor.
Außerhalb der Brutzeit sind Bachstelzen vor allem an Gewässern aller Art, aber auch auf umgepflügten Äckern zu finden. Gemeinschaftsschlafplätze liegen meist an Wasserflächen im Röhricht oder Weidengebüsch, aber auch an anderen geschützten Orten. Besonders in nördlicheren Breiten überwinternde Vögel suchen dabei gerne nachts hell beleuchtete Orte in Stadt- und Siedlungsbereichen auf, die ein wärmeres Mikroklima aufweisen. In den nordafrikanischen Winterquartieren kommt die Bachstelze an der Küste, an Gewässern, Salzsümpfen, in Siedlungsnähe sowie in der Wüste an Oasen, Brunnen und Nomadenlagern vor.

## Nahrung

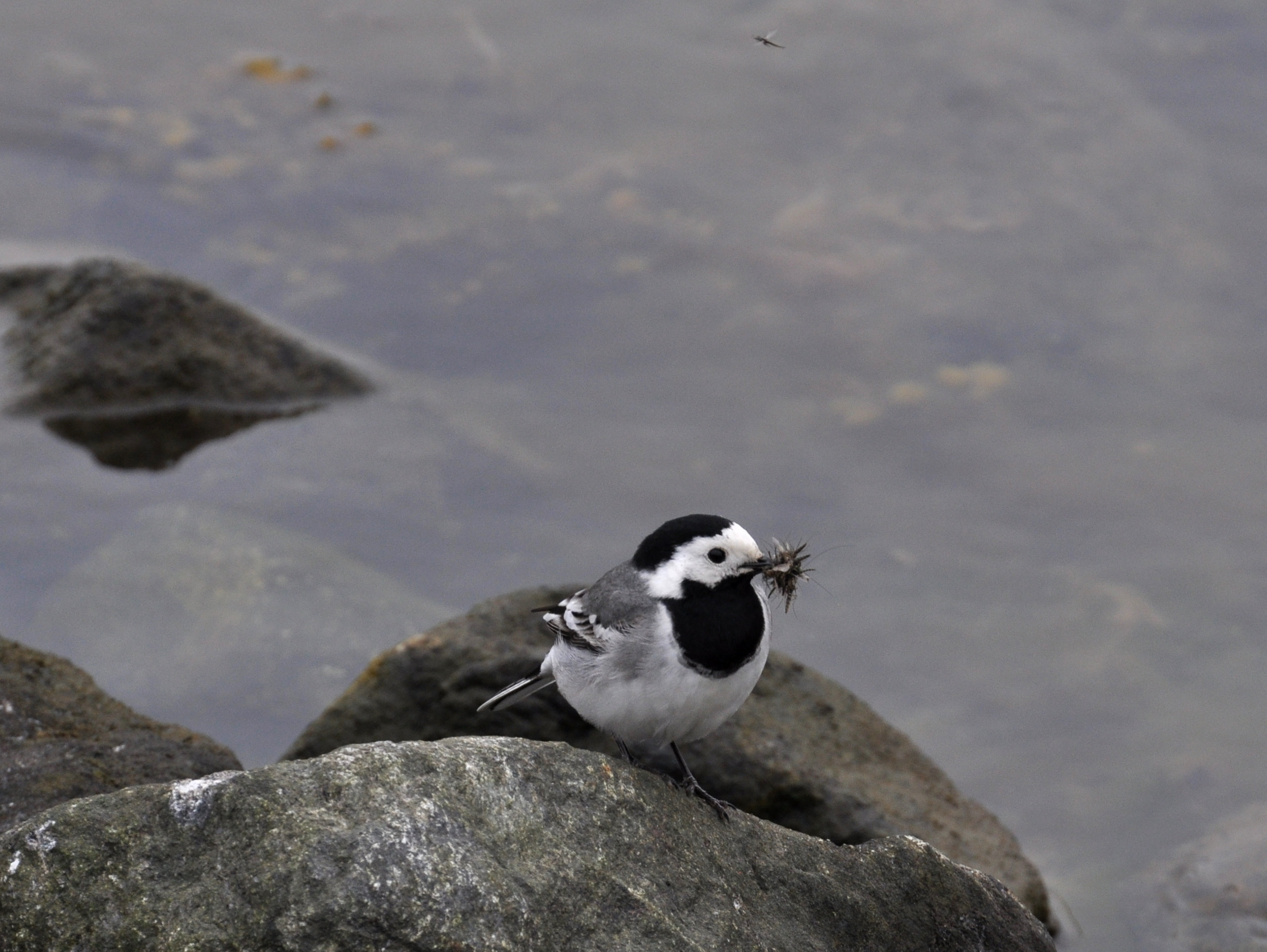
Bachstelze mit vielen erbeuteten Insekten. Am oberen Bildrand fliegt noch ein weiteres mögliches Beuteinsekt.

Die Bachstelze sucht ihre Nahrung vorwiegend auf offenen, nur wenig bewachsenen oder kurzrasigen Flächen am Boden. Dies können Uferflächen, Orte in Siedlungs- und Gewässernähe, Straßen und Wege, Äcker oder Mähwiesen sein. Es wird nur freiliegende Nahrung aufgegriffen. Insekten werden oft im Fangflug vom Boden oder von Warten aus, manchmal auch aus dem Rüttelflug heraus erbeutet. Gern hält sich die Art in der Nähe von Weidetieren auf, wo sie auf Dunghaufen oder von den Tieren aufgescheucht ein reiches Nahrungsangebot findet.
Die Nahrung der Bachstelze besteht zum allergrößten Teil aus Insekten, vorwiegend aus kleinen Dipteren, wie Mücken und Fliegen, die leicht geschluckt werden können. Einen zahlenmäßig großen Anteil machen zudem Köcherfliegen und Käfer aus. Das Spektrum ist aber sehr umfangreich und umfasst viele weitere Insektengruppen wie auch andere Arthropoden oder Schnecken. Vermutlich in einem Ausnahmefall wurde eine Bachstelze beim Fangen von drei bis fünf Zentimeter langen Jungfischen beobachtet. Pflanzenbestandteile werden nur selten aufgenommen, so werden etwa Beeren angepickt oder Sämereien gefressen. Doch selbst in nördlicheren Breiten überwinternde Bachstelzen versuchen nach Möglichkeit, an animalische Kost zu kommen. Sie erbeuten dann beispielsweise an Bachufern Flohkrebse oder überwinternde Insekten in Viehställen.

## Fortpflanzung

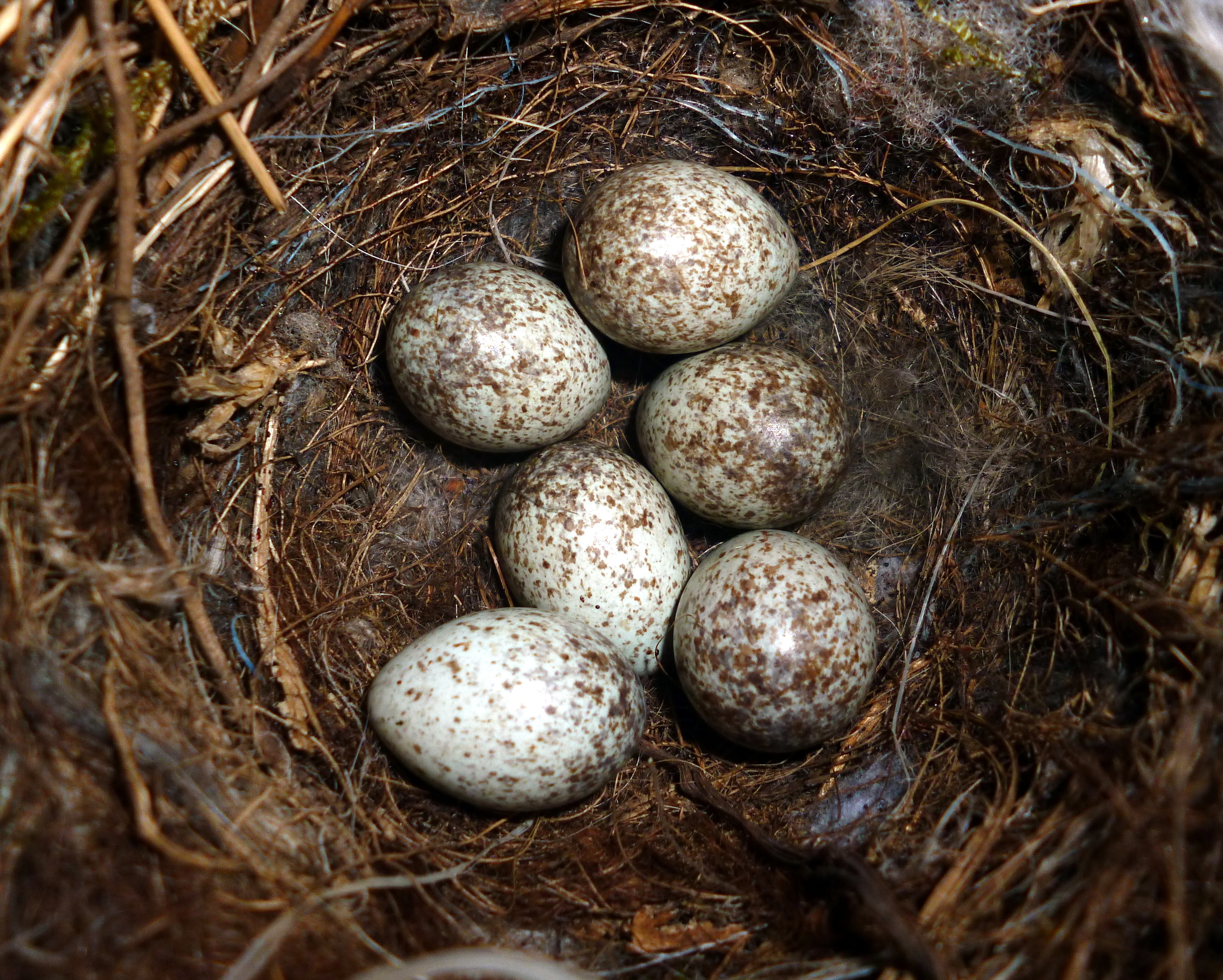
Gelege der Bachstelze mit sechs Eiern

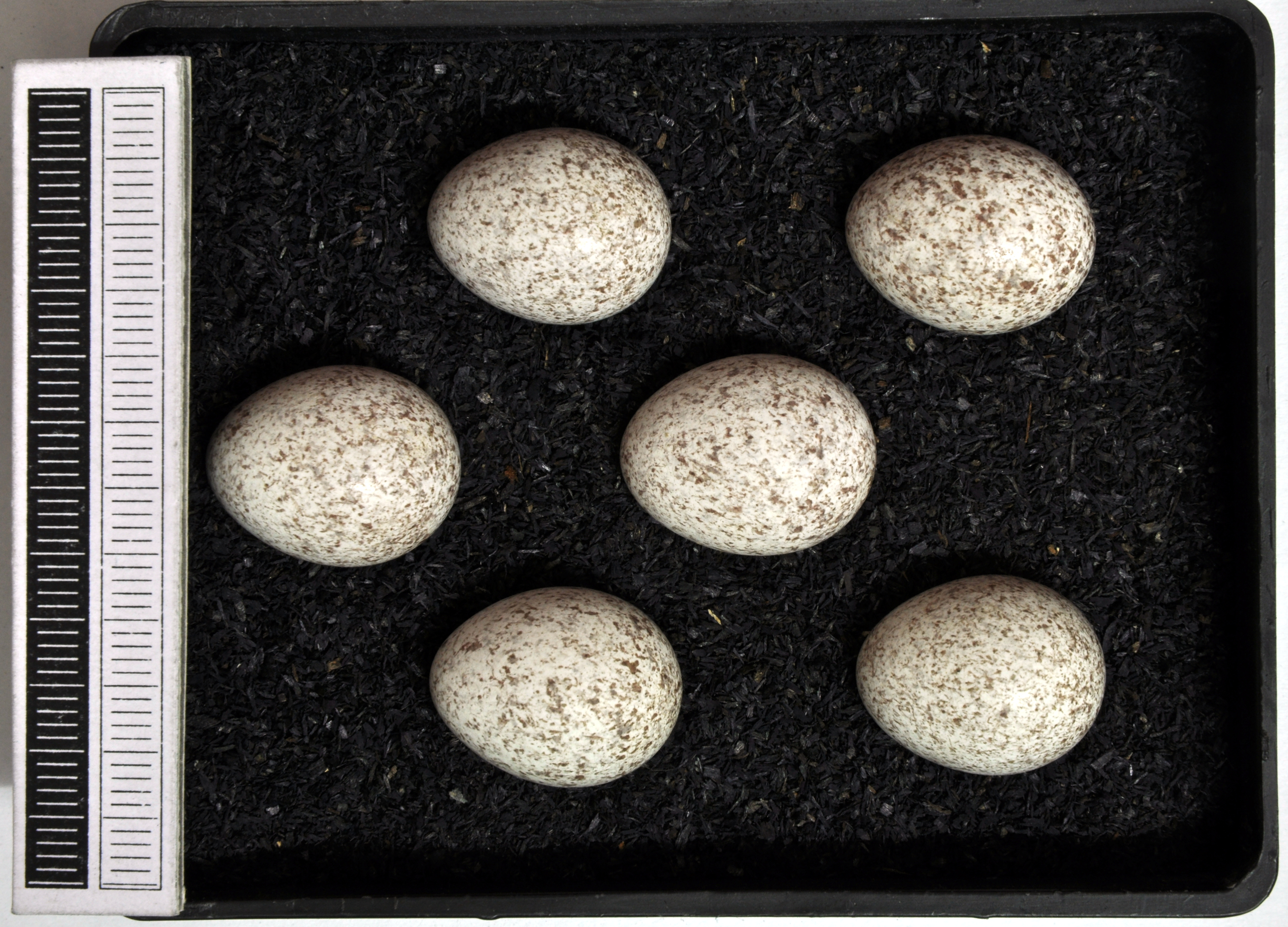
Gelege, Sammlung Museum Wiesbaden

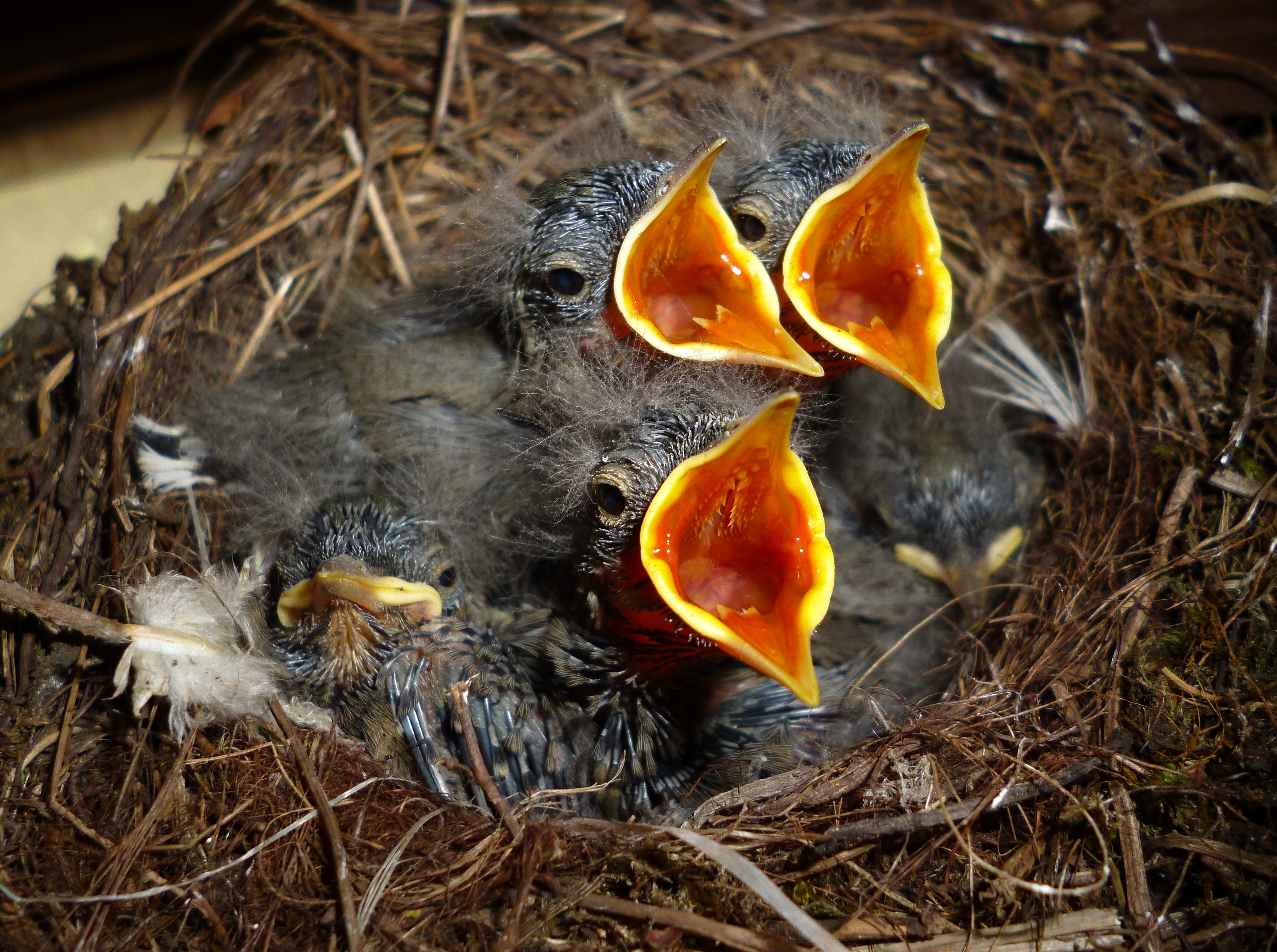
Nest der Bachstelze mit ca. eine Woche alten Jungen

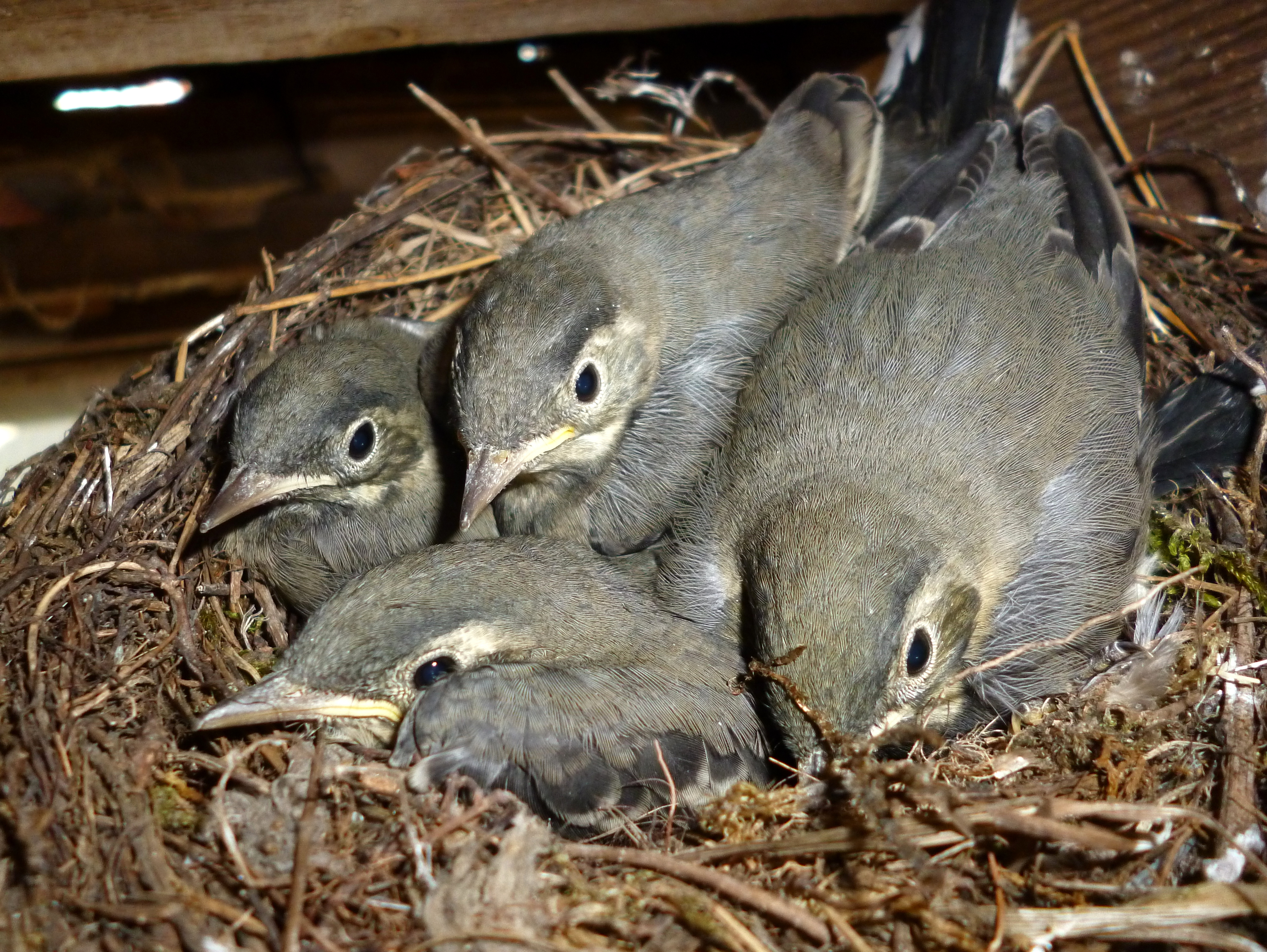
Nest der Bachstelze mit ca. zwei Wochen alten Jungen

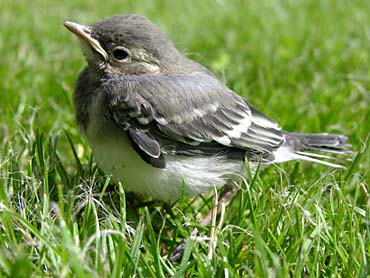
Jungvogel

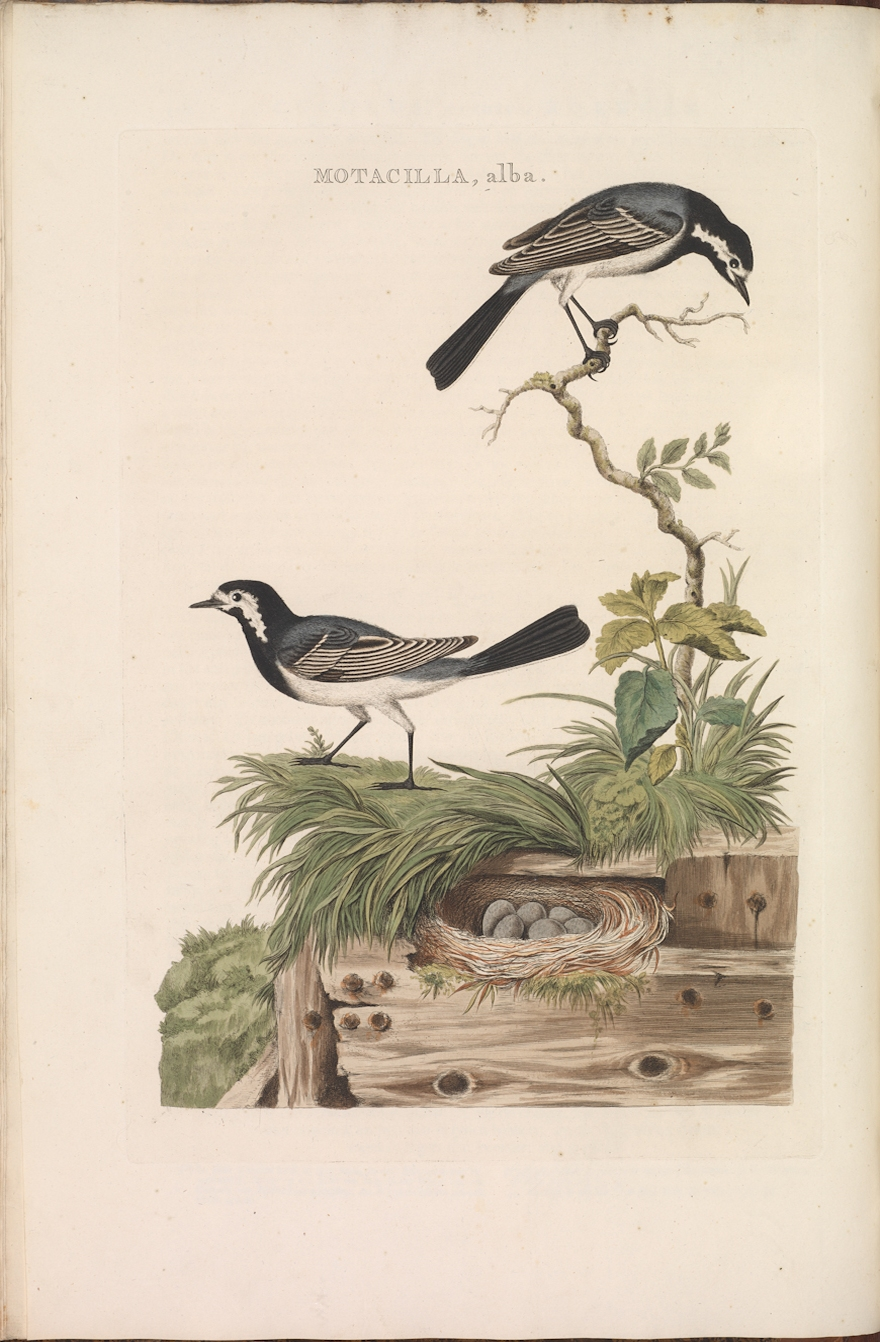
Bachstelze in Nederlandse Vogelen (Niederländische Vögel), 2. Band (1789)

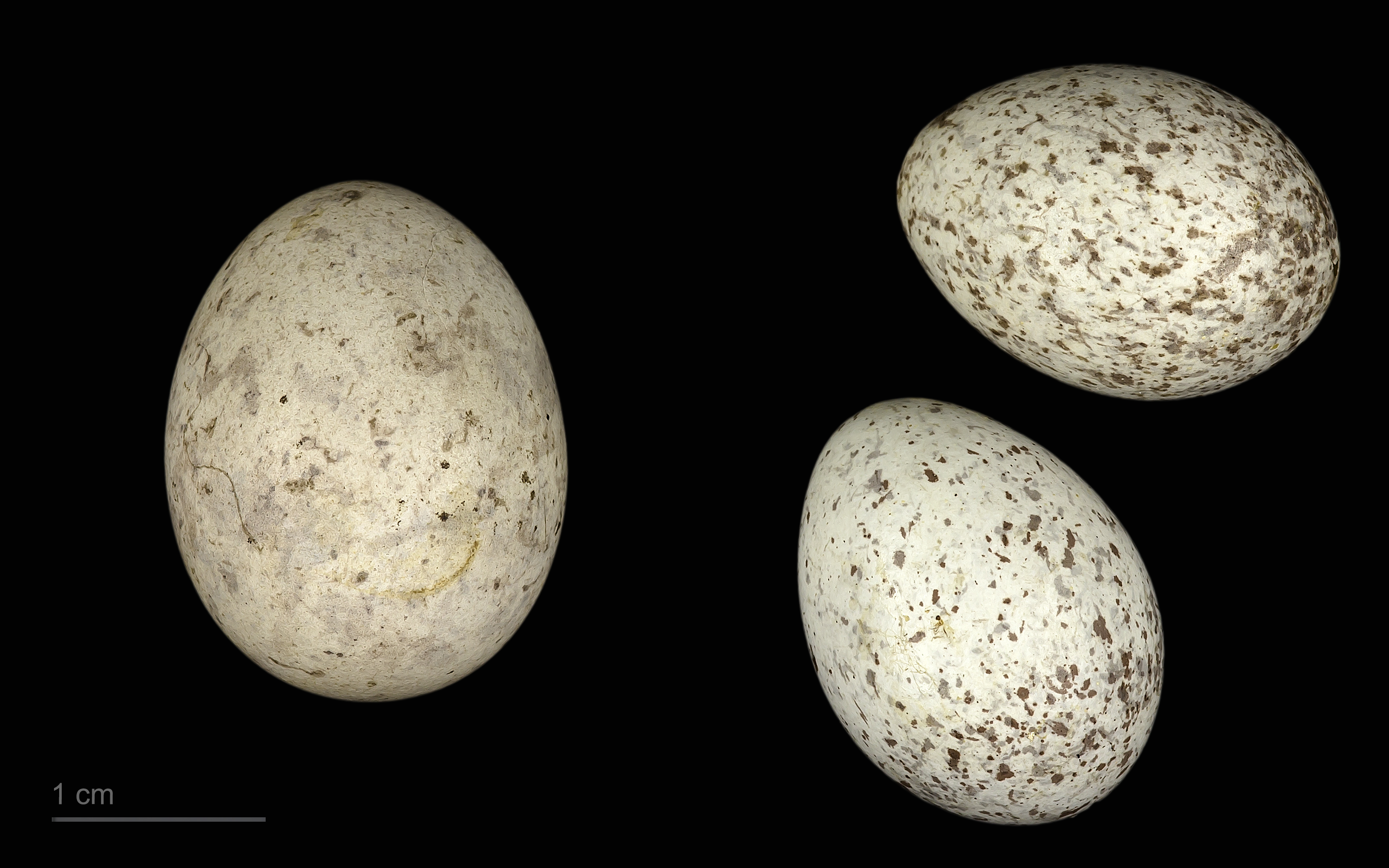
Links: Cuculus canorus canorus rechts: Motacilla alba, Sammlung Museum von Toulouse

Bachstelzen werden zum Ende des ersten Lebensjahres geschlechtsreif, es schreiten aber offenbar nicht alle Weibchen gleich im ersten Jahr zur Brut. Die Art führt eine monogame Saisonehe, in Ausnahmefällen wurde Polygynie nachgewiesen. In Süd- und Mitteleuropa sind Zweitbruten die Regel. Verlaufen beide zeitig und erfolgreich, kann eine Drittbrut erfolgen. Bachstelzen im hohen Norden tätigen nur eine Jahresbrut, der Brutbeginn liegt hier teils erst im Juni. In seltenen Fällen kommen Mischbruten mit der Gebirgsstelze vor.

### Ankunft und Reviergründung
In Mitteleuropa liegt der Ankunftstermin ziehender Bachstelzen meist um Mitte März, die Männchen treffen 10–14 Tage vor den Weibchen ein. Nach der Reviergründung durch die Männchen folgt zunächst die Ankunft älterer Weibchen, die einjährigen kehren etwas später zurück. Die Brutortstreue ist recht hoch und einjährige Bachstelzen siedeln sich meist innerhalb von 10 km vom Geburtsort an.
Das Männchen bekundet seinen Revieranspruch durch auffällige dschiwid-Rufe von erhöhten Warten aus und vertreibt vehement Eindringlinge, wie teils auch andere Singvogelarten. Besonders an Reviergrenzen, die oft aus baulichen Gegebenheiten wie Gebäudekanten bestehen, kommt es zwischen Rivalen zu Verfolgungsflügen und teils langandauernden Kämpfen. Auch Weibchen werden zunächst oft angegriffen und vertrieben, wenn sie sich nicht durch Beschwichtigungsgesten zu erkennen geben.

### Balz
Die Balz findet auf dem Boden statt. Die erste Phase dient dabei der Partnererkennung und der Reduzierung der Individualdistanz. Sie fällt beim Männchen individuell recht unterschiedlich aus, das Weibchen zeigt in dieser Phase meist keine oder nur geringfügige Reaktionen. Das Männchen läuft im Zickzackkurs auf das Weibchen zu oder darum herum und vollführt mit aufgeplustertem Gefieder nickende Bewegungen, bei denen abwechselnd der Scheitel und der Kehlfleck präsentiert werden. Es äußert dabei ein hartes, metallisches sticknick. Manchmal kommen auch Verfolgungsflüge vor. Teils werden auch die Flügel schildartig gespreizt, teils nur ein Flügel und der Schwanz aufgefächert und an den Boden gedrückt. Beim Zickzacklauf wird Letzterer dann seitlich dem Weibchen präsentiert. In der späteren Phase der Begattungsbalz nimmt das Weibchen eine gedrungene, paarungsbereite Haltung ein, bei der es den vorgestreckten Kopf senkt, die Flügel hängen lässt und den Schwanz aufstellt. Dabei gibt es leise zizizizi-Rufe von sich. Beim Männchen ist auch in dieser Phase das Verhalten individuell sehr unterschiedlich, setzt sich aber aus allen oben beschriebenen Verhaltensweisen zusammen. Abschließend vollführt es einige flatternde Luftsprünge und vollführt dann die Kopula.

### Nestbau
Nach der Verpaarung suchen beide Geschlechter nach einem geeigneten Nistplatz, das Weibchen scheint dabei die Initiative zu haben und trifft vermutlich auch die endgültige Entscheidung. Nach ein bis zwei Tagen wird dann mit dem Bau begonnen. In manchen Fällen wurde beobachtet, dass mehrere Nester angefangen, aber nur eines vollendet wurde.
Das Nest wird in Halbhöhlen oder Nischen errichtet, die einen guten Ausblick auf die Umgebung bieten. In der Kulturlandschaft überwiegen Neststandorte in künstlichen Strukturen wie Mauernischen, Gebälk, Stroh- oder Ziegeldächer, Fensterbänke, Kletterpflanzen, Holz- und Reisighaufen oder künstliche Nisthilfen. Solche Standorte werden offenbar bevorzugt, da sie meist zuerst von den eher eintreffenden älteren Weibchen besetzt werden, während die jüngeren auf die übrigen Nistmöglichkeiten zurückgreifen müssen, bei denen es sich oft um natürliche Gegebenheiten wie Böschungen, Felsnischen, Grabenränder, Schwemmguthaufen, Baumhöhlungen oder Grasbulten handelt. Teils werden dann auch Bodennester auf offenen Flächen errichtet. Freistehende Nester in Sträuchern oder Bäumen bilden die Ausnahme. Nicht selten werden Nester vom Vorjahr wieder benutzt oder alte Nester anderer Vögel wie beispielsweise Schwalbennester bezogen oder überbaut. Nester in künstlichen Gegebenheiten liegen meist mehrere Meter über dem Boden, solche an natürlichen Strukturen befinden sich meist in Bodennähe.
Das Nest besteht aus einem Unterbau aus grobem Material, der dem Nest oft ein unordentliches Aussehen verleiht, und einem feineren, napfförmigen Innenbau mit einer weichen Ausfütterung. Der Unterbau kann in der Größe recht unterschiedlich ausfallen oder bei engen Nischen auch fehlen. Er besteht aus groben Pflanzenteilen wie Schilf- und Grashalmen, trockenen Blättern, Stroh, Zweigen oder Rindenstücken. Der feinere Innenbau besteht aus zarten Halmen, Moos und Wurzeln oder Schilfrispen. Die Ausfütterung besteht aus kleinen Federn, Pflanzenwolle oder Tierhaaren. Die Größe des Nestes ist sehr variabel, Nester an natürlichen Standorten sind oft sehr viel größer. Die Außenmaße betragen zwischen 115 und 320 mm Durchmesser und 45–90 mm Höhe. Die Mulde ist zwischen 50 und 65 mm breit und 20–45 mm tief.
Der Nestbau nimmt zwischen 4 und 7 Tagen, bei schlechter Witterung oder Störungen auch bis zu zwei Wochen in Anspruch. Meist baut das Weibchen, bisweilen beteiligt sich auch das Männchen in unterschiedlichem Ausmaß am Nestbau. In einigen Fällen baute das Männchen parallel ein eigenes Nest, das aber nicht vollendet wurde – der feine Innenbau wird immer allein vom Weibchen gebaut.

### Gelege und Bebrütung
Die Eiablage erfolgt im Abstand von 24 Stunden meist eine halbe Stunde nach Sonnenaufgang. Der Legebeginn liegt in Mitteleuropa frühestens in der ersten Aprildekade, meist aber später im gleichen Monat. Das Gelege besteht meist aus fünf bis sechs, seltener aus drei bis sieben Eiern, größere Gelege stammen vermutlich immer von zwei Weibchen. Die Eier sind oval, mattglänzend und auf hellgrauem bis weißlichem Grund fein graubraun bis dunkelgraubraun gesprenkelt. Sie sind durchschnittlich 20 × 15 mm groß und werden bei ungestörtem Brutverlauf elf Tage lang bebrütet. Unter ungünstigen Umständen kann die Brutdauer bis zu 17 Tage betragen. Das Männchen ist daran bis zu etwa einem Viertel der Zeit beteiligt, nachts brütet immer das Weibchen.

### Jungenaufzucht
Die Jungvögel schlüpfen meist innerhalb von zwölf Stunden, in selteneren Fällen dauert dieser Vorgang bis zu 40 Stunden. Die Nestlingszeit dauert meist zwischen 13 und 14 Tagen. Die Nestlinge werden von beiden Altvögeln weitgehend zu gleichen Anteilen gefüttert. Während der ersten Tage, in denen das Weibchen hudert, trägt das Männchen den größeren Anteil, gegen Ende der Nestlingszeit lässt dessen Fütterungsaktivität aber stark nach. Nach dem Ausfliegen werden die Jungvögel noch 4–7 Tage, seltener bis zu 11 Tage lang gefüttert.

## Sterblichkeit und Alter
Die Sterblichkeit im ersten Jahr ist recht hoch. Von 134 beringten Vögeln wurden 65 % bereits im ersten halben Jahr, 15 % im folgenden Halbjahr tot aufgefunden. Die meisten Vögel kommen auf dem Zug um, Ursachen können physische Erschöpfung oder Bejagung sein. In den Brutgebieten zählen Prädation brütender Altvögel durch Hauskatzen, Füchse oder Marder, aber vor allem Kollisionen mit Kraftfahrzeugen auf Landstraßen zu den Todesursachen. In nördlichen Breiten überwinternde Bachstelzen fallen bisweilen Schlechtwetterperioden zum Opfer. Das Durchschnittsalter lag bei verschiedenen Auswertungen von Ringfunden etwa zwischen sieben und 14 Monaten. Das Höchstalter kann in Freiheit bis zu knapp zehn Jahre betragen, in Gefangenschaft wurde ein Vogel zwölf Jahre alt.

## Bestand
In Europa kommt es nur nach Extremwintern zu größeren Bestandseinbrüchen. Ansonsten sind eher geringfügige und kurzfristige Schwankungen beim Bestand zu beobachten, ohne dass sich überregional signifikante Trends verzeichnen lassen. Zu lokalen Bestandsschwankungen kommt es meist im Zusammenhang mit einer Änderung der landwirtschaftlichen Nutzung sowie Bautätigkeiten.

## Belege

### Einzelbelege
1. ↑  Symbols. 13. Januar 2015, abgerufen am 4. Juli 2021.
2. ↑  Glutz v. Blotzheim, S. 882, s. Literatur
3. 1 2 3 4  Glutz v. Blotzheim, S. 883 f., s. Literatur
4. 1 2 3  Ölschlegel, S. 72, s. Literatur
5. ↑  Glutz v. Blotzheim, S. 788, s. Literatur
6. ↑  Ölschlegel, S. 25, s. Literatur
7. ↑  Glutz v. Blotzheim, S. 247 f. sowie Ölschlegel, S. 11 f., s. Literatur
8. 1 2 3  Glutz v. Blotzheim, S. 889 f., s. Literatur
9. ↑  Glutz v. Blotzheim, S. 901, s. Literatur
10. ↑  Ölschlegel, S. 137 f., s. Literatur
11. ↑  Ölschlegel, S. 13 f., s. Literatur
12. ↑  Glutz v. Blotzheim, S. 893, s. Literatur
13. ↑  Ölschlegel, S. 52, s. Literatur
14. ↑  Glutz v. Blotzheim, S. 893 sowie Ölschlegel, S. 53, s. Literatur
15. ↑  EBCC Atlas, s. Literatur
16. ↑  Glutz v. Blotzheim, S. 893 f., s. Literatur
17. ↑  Glutz v. Blotzheim, S. 906 f. sowie Ölschlegel, S. 120 f., s. Literatur
18. ↑  Ölschlegel, S. 125, s. Literatur
19. 1 2  Glutz v. Blotzheim, S. 895, s. Literatur
20. ↑  Ölschlegel, S. 108, s. Literatur
21. ↑  Ölschlegel, S. 115 f., s. Literatur
22. ↑  Ölschlegel, S. 107 f., s. Literatur
23. ↑  Ölschlegel S. 77 f. sowie Glutz v. Blotzheim, S. 909 f., s. Literatur
24. ↑  Ölschlegel, S. 86 f. sowie Glutz v. Blotzheim, S. 897 f., s. Literatur
25. 1 2  Ölschlegel, S. 88, s. Literatur
26. ↑  Ölschlegel, S. 93, s. Literatur
27. ↑  Ölschlegel, S. 100 f., s. Literatur
28. ↑  Ölschlegel, S. 107, s. Literatur
29. ↑  Glutz v. Blotzheim, S. 900 f. sowie Ölschlegel, S. 168 f., s. Literatur
30. ↑  Bauer et al., S. 502